# Xiphuraspis spiculata
Xiphuraspis spiculata är en insektsart som först beskrevs av Green 1919.  Xiphuraspis spiculata ingår i släktet Xiphuraspis och familjen pansarsköldlöss. Inga underarter finns listade i Catalogue of Life.